# Медведево (Кишертский район)
Медведево — село, входит в Кишертский район Пермского края. Входит в состав Андреевского сельского поселения.

## История
Место для этого села было выбрано исключительно рационально. Чистейшая, богатая рыбой река Лёк, словно по заказу опоясывает жилую зону. Выполняет сразу несколько функций — и защитную, и водоснабженческую, и эстетическую. За рекой, на холмах — луга и прекрасные сосновые боры. И дышится здесь легко, и думается светло.

### Колхоз «Просвет»
Название колхоза медведевцы выбирали в условиях, когда все соседние колхозы уже были названы в честь лидеров КПСС, поэтому колхоз назвали «Просвет».
Колхоз «Просвет» Кишертского района Пермской области образовался 16 июня 1966 года в результате укрупнения колхозов «Просвет» и «13 год Октября». Колхозами-предшественниками хозяйства являются колхозы:
- колхоз «Просвет» бывшего Солянского с/совета (дата образования — 1930 год, в него входили деревни Карсаки, выселки Верхнее Поле, д. Май-Бор, Карсаки, д. Красная Глинка и два двора единоличников);
- колхоз «Боец Мари» бывшего Солянского с/совета (дата образования неизвестна, в него входили деревни Нижняя Солянка, Дунино, Чебе и 14 дворов единоличников);
- колхоз «Вторая пятилетка» бывшего Солянского с/совета (дата образования неизвестна, в него входил один населенный пункт — д. Верхняя Солянка)[3].

В 1950-е годы эти три колхоза объединились и стали именоваться «Колхоз „Просвет“». В 1954 году территория бывшего колхоза «Вторая пятилетка» была выделена в отдельный колхоз «Победа».
- колхоз «Серп и молот» Медведевского с/совета (дата образования — 1929 год, в него входили село Медведево и деревни Назарово, Афонькино, Пыжьяново, Половинное, Шавалганы и Шабалята);
- колхоз «13 годовщина Октября» Медведевского с/совета (дата образования — 17 ноября 1930 года, в него входили деревни Лазарята, Киселёво, Гусельниково, Ширяево, Балчугово и Одина).[3]

В 1949 году колхозы «13 годовщина Октября» и «Серп и молот» объединились. Колхоз стал именоваться «13 год Октября».
В 1951 году колхоз «13 годовщина Октября» укрупнился, в него вошли территории колхозов «Большевик» и «имени Фрунзе» Андреевского с/совета. В 1954 году эти два колхоза отделились и объединились в отдельный колхоз, который был назван «Урожай».
Указом Президиума Верховного Совета СССР от 22 марта 1966 года в колхозе были награждены медалью «За доблестный труд»:
- - Дунин Иван Фёдорович, зоотехник
  - Красильникова Анна Емельяновна, доярка
  - Лопатина Анастасия Степановна, доярка[4]

После последнего укрупнения в 1966 году колхоз получил основное зерно-мясо-молочное производственное направление. С 1975 года колхоз в качестве дополнительного производственного направления выполнял роль межхозяйственного объединения по выращиванию нетелей, имел три комплексные бригады: Медведевская, Киселёвская и Лягушинская, 5 ферм КРС, 2 свинофермы.
17 июля 1972 года в колхозе «Просвет» были проведены 6 районные соревнования пахарей и шоферов.
В советское время, особенно в начале восьмидесятых годов, в селе шло небывалое для района строительство. Были построены новые фермы, гаражи и др. Каждый год сдавали по 2-3 жилых дома.. В Медведево была самая низкая в Пермской области себестоимость квадратного метра жилья.
На основании Закона «О предприятиях и предпринимательской деятельности» и постановления Правительства РФ от 29.12.1991 года № 86 «О порядке реорганизации колхозов и совхозов» был зарегистрирован Устав колхоза «Просвет» (Постановление администрации Кишертского района от 14.04.1994 года № 94)
Основные виды деятельности — производство сельскохозяйственной продукции, её переработка и реализация. Колхоз действовал на основе самоокупаемости и хозрасчета.
В 2002 году колхоз «Просвет» реорганизован в сельскохозяйственный производственный кооператив СПК (колхоз) «Просвет») Постановлением № 218 от 28.06.2002 года зарегистрирован Устав СПК (колхоза) «Просвет».
В последние годы в колхозе из 400 работников осталось 30. Из 800 голов дойного стада — 40 коров, которые содержались на единственной уцелевшей ферме в деревне Лягушино.
В 2007 году хозяйство из-за безденежья не распахало и не засеяло ни гектара земли.
Среднемесячная зарплата в 2009 году составила 700 рублей. На выплату зарплат в кассе не всегда были деньги.
Решением Арбитражного суда Пермского края от 05.06.2012 г. по делу № А50-25888/2011 СПК (колхоз) «Просвет» признан банкротом.

## Население
| 2000 | 2004 | 2008 | 2010 | 2011 | 2012 | 2013 |
| ---- | ---- | ---- | ---- | ---- | ---- | ---- |
| 280  | ↘252 | ↗260 | ↘213 | →213 | ↗249 | ↘239 |
| 2014 | 2015 | 2016 |      |      |      |      |
| ↗240 | ↘233 | ↘224 |      |      |      |      |

## Улицы
В селе 6 улиц: Красноармейская, Новая, Центральная, Заречная, Набережная, Молодёжная.

## Инфраструктура
Есть СПК «Просвет», ФАП, дом культуры, библиотека, сеть частных магазинов.

## Спорт и туризм
Особенно хотелось бы отметить, что в Медведево находится спортивный лагерь «Лотос», куда ездят ученики школы кунг-фу «Хонг за куен» (что в переводе означает «Красный Кулак»). Лагерь основан в 2007 году Ватрушкиным Николаем Ивановичем. База — двухэтажное кирпичное здание вместимостью до 100 человек. Проживание в комнатах по 3-10 человек, оснащенных центральным отоплением, поэтому сборы проводятся регулярно в каникулярное время: зимние каникулы (10 дней), весенние каникулы (7-8 дней), летние каникулы (2 смены по 20 дней), осенние каникулы (7-8 дней). Тренировки проводятся как на свежем воздухе, так и в спортивном зале. В программу сборов обязательно включаются футбол, волейбол, баскетбол, настольный теннис, бильярд. Зал оснащен всем необходимым спортивным инвентарем и оборудованием для проведения спортивных мероприятий.
В программе отдыха: русская баня, просмотр фильмов в собственном кинозале, настольные игры, караоке. Питание 3-4 разовое. На базе есть своя столовая, кухня, профессиональный повар. Имеются душевые, современные санузлы, что обеспечивает комфортное проживание в течение длительного времени. Двери базы всегда открыты не только для учеников Школы Хонг За Куен, но и для всех желающих отдохнуть на природе.